# 郑和下西洋 (电视剧)
《鄭和下西洋》又名《大航海》，是2009年中国中央电视台制作出品的电视剧。根据郑和下西洋的故事改编，共50集，罗嘉良、唐国强、于小慧、杜雨露主演。台灣OTT由LiTV 線上影視全劇上架。

## 剧情简介
大明洪武年间，少年郑和从云南被征入宫为太监，分到燕王府当随从。燕王朱棣胸有大志，在守边岁月中经受了磨炼，尤其结识高僧姚广孝后，更是开阔了胸襟。他与父皇朱元璋的海禁政策越来越不合拍。在跟随朱棣守卫北平和边陲的日子里，马和逐步成长起来，其良好的素质，为以后的建功立业打下了基础。
皇长孙朱允炆君临天下，为巩固皇权开始削藩，燕王朱棣首当其冲。为了生存，朱棣被迫装疯，饱受屈辱。郑和的结拜姐姐宋莲芯，也被奸臣所谋。朱棣在绝境中毅然率领八百壮士起兵，展开了争夺皇位的“靖难”之役。战争中，马和与姚广孝、张玉等人一样功勋卓著，尤其在郑村坝一役，他奋勇救朱棣于危难，从此更被燕王视为心腹。
朱棣登基后，为洗清自己的“篡逆”之名，决心直追汉武唐宗，开创一代盛世。登基之初，他赐马和姓“郑”，随之，悄然改变朱元璋的禁海国策，任命35岁的郑和为统率大明宝船队下西洋的钦差总兵官。
永乐三年7月11日，郑和率二万七千八百余人，从南京、太仓一带至福建长乐太平港扬帆出海。郑和宝船带领着庞大的大明船队，从此开始长达28年的海外宣扬国威和寻求贸易的远航。
朱棣是大航海的决策者和组织者。从船队出海的电视剧郑和下西洋第一天起，他就在陆地上指挥、控制和支持着这一伟大的航程。他下令在江浙、福建、广东、湖北一带造船，并在全国范围扩大瓷器、丝绸、茶叶等出口货物的生产。同时，借大航海之机实施永乐盛世，开始编纂《永乐大典》，疏浚京杭大运河。他还与姚广孝微服私访，恢复生产，与民休息。徐皇后也励行节俭，并抱病亲身劝桑。从而，使国家迅速实现了复兴，为下西洋提供了源源不断的物质保障。
郑和率船队第一次下西洋，恢复了明王朝对南洋诸岛的管辖，命名了景弘岛、永乐群岛等。此间，郑和船队的一项重要使命，就是打击大海盗陈祖义。此人在南洋地区多年为非作歹，无人治服，致使大明与南洋航道不通。郑和率船队与其斗智斗勇，终于为南洋各国除了一害。大明宝船队在访问了南洋和南亚的占城、爪哇、苏门答腊、锡兰、古里、旧港等国家和地区，所到之处，均推行和平外交，迅速发展了大明王朝在海外的影响，尤其和当时的马来西亚、新加坡、印度尼西亚、印度南部海域地区的人民，结成了无比亲密的关系。
船队归来时，朱棣并没有被胜利所陶醉。他的目光不再是停留在“宣扬国威”或暗中寻找建文帝的下落，而是决心以更加开放的思路，支撑起一个前无古人的大航海事业。这样一来，从皇上到百姓的观念都已转变，使商品经济的萌芽加快发生了。那个时代，海上航行的实力，实际代表一个国家的综合国力，海船的鼎盛，又象征着国家的富强、技术的发达，文化的进步。随着郑和船队走向海外世界，这位君王不仅追求“四海宾服，万邦来朝”的目标，而且，一心想开辟唐宋以来出现的海上丝绸之路，将中华民族的文明成果，广泛传播到东南亚和亚非大陆。在此基础上，朱棣还开始了一系列更大的手笔。其中之一即决定将北平改为北京，下令大规模营建新的京城，包括今天的故宫，基本上还是明初打下的基础。
朱棣让郑和在与西洋诸国交往的过程中，始终坚持以德服人，不恃强凌弱。经济上则厚往薄来，给予各国诸多好处，树立了泱泱大国的风范。在当时的世界上，大明船队很好的发挥了一个大国维护地区和平的作用。郑和在此期间，率领船队在马六甲和忽鲁谟斯等国建立了货栈，与阿拉伯人、波斯人、欧洲人广泛展开贸易。锡兰国篡位者亚烈苦奈儿背信弃义，想劫持大明船队，郑和出于无奈被迫还击，但他始终坚持“自古知兵非 好战”的信条，以智慧和宽容，正义与威力，来化解两国之间的危机。徐皇后的病逝，使朱棣伤心欲绝。好在大明船队再次航海归来，特别是郑和将桀骜不逊的亚烈苦奈儿押来大明，听候皇上裁决其生死时，朱棣以中华文明来处置此案，最终感化了这个凶暴的国王。郑和越是走向未知，朱棣就越激起万丈雄心。他不满足于已知领域，想让郑和把船队带到更远，去穷尽整个世界。就在这时，发生了北京故宫三大殿遭雷击被毁事件，有人趁机攻击下西洋花费上千万两白银，并指责郑和有贪污之嫌，及他拥兵自重，在海外另有所图，这让朱棣起了疑心。
姚广孝以年迈之躯，向朱棣陈述自己的看法，多国使者对郑和及船队的肯定，尤其永乐朝和海外这些国家友好往来的铁一般事实，让朱棣又一次猛醒过来，他排斥了种种攻击，重新让郑和回到船队，踏上了遥远的非洲东岸之行。此次，郑和率船队完成了从太平洋到印度洋的历史性跨越，与非洲各国建立起牢固的友好关系。朱棣多次亲自率兵征讨漠北，解除了北方最后的军事威胁。此时，实现了大明对西南、西北、东北地区的完整管辖，奠定了中华民族宽阔的疆域版图。在凯旋途中，他病情加重。临死前，他仍然牵挂着身在海外的郑和船队。
郑和船队返航归来，朱棣已病逝于漠北返程途中。皇太子朱高炽即位，果然马上重施海禁。朱高炽放出了一直反对下西洋的户部尚书夏原吉，罢撤下西洋的一切活动。郑和改职为南京守备，带领船队官兵负责修建大报恩寺。期间，郑和被人视做祸国殃民的“国贼”，特别是他从海外带入的新奇见解与知识，更为传统观念所不容！珍贵无比的《航海日记》，也被当做妖言罪证焚毁，水师与海船尽遭裁撤。凶险莫测的命运，令郑和痛苦欲绝，他深感“帝王不可信，亲人不可期，荣辱不可计”，欲饮恨自尽。
这时，朱高炽却突然病逝，年轻的朱瞻基即位。宣德帝发现祖父永乐朝轰轰烈烈的朝贡贸易，已经销声匿迹，前来谨见中国皇帝的外国使臣也大大减少，并且海上又开始不宁静了。他领悟到下西洋的重要之所在，力图恢复朱棣时代的鼎盛，于是下旨重用已经六十多岁的郑和，让他和王景弘一道，继续接掌宝船队，重建水师，再度巡洋。
宣德六年，郑和率领二万七千人，开始了第七次下西洋。这是郑和最后一次出洋。他访问了二十多个国家，让各国重新看到了明王朝的威望，恢复和建立了相互友好关系和贸易。这次航程，郑和感到身体已经每况愈下。他想率领船队访遍西洋诸国，便分出若干船队，由副使们分头率领，到一些国家去宣诏和贸易。
最后的航行中，郑和的愿望是要越过“风暴角”，从海上去寻找大西洋和欧洲陆地。他不顾朝廷命令，率船队主力驰入南半球，他试图穿越新大洋，接触神秘的西方世界。但是，在距好望角近在咫尺的地方，郑和被朝廷力阻回国。他已经快油枯灯尽，终于病逝于归途。

## 播出時間
| 頻道       | 所在地   | 播映日期      | 播出時間                                                      | 備註                |
| ---------- | -------- | ------------- | ------------------------------------------------------------- | ------------------- |
| CCTV-8     | 中国大陆 | 2009年0月0日  |                                                               | 郑和下西洋 (电视剧) |
| Channel 8  | 新加坡   | 2011年1月1日  | 周末 晚上 22:30-00:30 （2011年5月21日播出时间为 22:30-01:30） | 郑和下西洋 (电视剧) |
| NationTV22 | 泰國     | 2017年4月22日 | 每周一至周五 14:05 - 15:00                                    | ซำปอกง              |
| NEW18      | 泰國     | 2020年4月10日 | 每个星期五，星期六和星期日21:15 - 22:15                       | ซำปอกง              |
| Youtube    | 台灣     | 2022年7月29日 | 全集播出                                                      | 鄭和下西洋電視劇    |

## 演员表
- 罗嘉良 饰演 郑和
- 唐国强 饰演 明成祖
- 于小慧 饰演 徐皇后
- 李婉僮 饰演 莎娜儿
- 杜雨露 饰演 姚广孝
- 余小雪 饰演 宋莲芯
- 孙强 饰演 吴宣
- 严洪智 饰演 张玉
- 李大光 饰演 王景弘
- 白玉娟 饰演 徐妙锦
- 董子武 饰演 南轩公
- 蒋昌义 饰演 解缙
- 侯祥玲 饰演 陈祖义
- 章劼 饰演 明仁宗
- 谢震伟 饰演 明宣宗
- 李淇 饰演 宁王朱权
- 张浩 饰演 夏元吉
- 杨帆 饰演 朱高煦
- 钱学格 饰演 方孝孺
- 吕一丁 饰演 施进卿
- 马骏 饰演 铁平
- 张玉善 饰演 齐泰
- 刘海涛 饰演 朱能
- 蔺达诺 饰演 朱允炆
- 贾维 饰演 丘福
- 董丹军 饰演 裘广德
- 刚利民 饰演 胡诚
- 林坚 饰演 宋天
- 马庭俊 饰演 柳如明
- 陈伟榕 饰演 亚烈苦奈儿
- 杜剑 饰演 渤泥麻那王子

## 幕后花絮
- 罗嘉良称由于这部戏是在北京、海南拍摄，一个冷一个热气候差异很大，而且拍摄周期很紧，导演要求盒饭必须在3分钟之内吃完，然后就接着拍。
- 其中有一场是拍唐国强扮演的永乐帝跳下水抓鱼的戏，从水池子上来的时候唐国强的脸都是青紫的，而到了海南又酷热难耐。
- 这次在《郑和下西洋》中，是唐国强第33次饰演皇帝了。
- 有一次在横店明清宫苑拍朱棣醉酒杀人的戏，拍摄前马骁找到唐国强，告诉他可以让化妆师化成醉酒的样子。但唐国强认为这样不真实，于是让助理临时去横店好乐多超市买来一瓶二锅头，喝了半瓶，等酒劲上来后才开始拍摄。

穿帮镜头
- 郑和在对建文帝汇报胡诚的恶行时，建文帝身后大殿的匾额上赫然是一行汉字和一行满文。
- 剧中，道衍大师说“当年太祖仓促立朱允炆为太子”，太祖指的是朱元璋，朱允炆是他的孙子，称为太子，可差着辈份呢。
- 剧末，反复称朱棣为“成祖”是错误，一般认为，在明世宗改廟號前，称庙号太宗。
- 剧末，漢王朱高煦起兵謀反，朱能出現表示要為新皇盡忠。實則朱能於永樂四年征討安南時病死軍中，並未能活著看到漢王朱高煦的謀反。

## 幕后制作, 创作背景, 拍摄过程
该剧是为了纪念郑和下西洋600周年而特别拍摄的，《郑和下西洋》自1999年开始筹划，到2009年正式播出足足10年时间，真是“十年磨一剑”。
该剧的前期摄制达7个多月，从北京、河北、无锡、横店一直拍到海南岛。
该剧先后辗转北京、无锡、琼海等地进行拍摄，海戏部分主要在琼海完成，在文昌市会文镇新村海滩进行了部分外景拍摄任务。
为重现郑和航海之旅，剧组在海南琼海一个三面临海的海域，搭了一艘75米长、28米宽的大船，在海湾实地拍摄。

## 剧集评价
- 剧中并未仅仅将故事起点定位于航海史上的“第一次下西洋”，而是将叙事的时间原点与意义原点错位，将1381年少年郑和被遴选进宫作为故事的起点，写了燕王征讨漠北、建文削藩、靖难之役等重大历史事件，既增强了此剧历史厚重感，也透出一种“最是无情帝王家”的历史沧桑感。该剧人物设置合理，人物性格鲜明。《郑和下西洋》高明之处就在于无论多么重大的历史事件，人物设置始终以郑和为轴。即使其他人物的“戏份”远远多于郑和，但是，起到“穿针引线”的关键行动角色始终是郑和。郑和的每一步行动都与重大历史相勾连，也处理好了“朱棣”这一个极易喧宾夺主的人物戏份。
- 《郑和下西洋》以郑和的成长过程为主线，描写了1405年至1433年大明船队七下西洋，把中华文化传遍亚非各地的故事。同时，也突出了永乐皇帝朱棣为何起兵靖难，并决策派出大明船队巡视世界的背景。剧中场景制作场面与景象都非常逼真。剧中不仅再现了明朝的航海技术，还包括郑和船队如何穿越印度洋，如何闯过大洋上的狂风暴雨，还有打击海盗的激烈海战场面。